# Buciumi (Sălaj)
Buciumi is een Roemeense gemeente in het district Sălaj.
Buciumi telt 2630 inwoners.